# Касаи (река)
Касаѝ (участъкът от най-долното течение се нарича Ква) (на португалски: Cassai, на френски: Kasaï) е река в Централна Африка, протичаща по териториите на Ангола и Демократична република Конго, ляв (най-голям) приток на Конго. Дължината ѝ е 2153 km, а площта на водосборния басейн – 881 890 km² (23,3% от водосборния басейн на река Конго).

## Извор, течение, устие
Река Касаи води началото си на 1453 m н.в. от централната част на платото Лунда, в централните райони на Ангола. Първите около 600 km тече на изток през територията на Ангола. Достигайки на 20 km северно от конгоанския град Дилоло, завива на север и следващите около 600 km служи за граница между Ангола и Демократична република Конго. В този над 1200-километров участък реката тече през североизточните части на платото Лунда и постепенно, слизайки от него към падината Конго, образува множество прагове и водопади. На около 50 km преди устието на десния си приток Луета изцяло навлиза на конгоанска територия, като продължава в северна посока. След устието на десния си приток Лулуа завива на северозапад, а след устието на големия си десен приток Санкуру – на запад-северозапад и запазва това направление до устието си. В този участък река Касаи става много широка и мощна река, като образува редица езеровидни разширения (до 5 – 6 km). Влива се отляво в река Конго на 272 m н.в. при град Квамут.

## Притоци
Река Касаи получава множество притоци, някои от които са с дължина над 1000 km. Леви притоци: Луало, Лубембе, Луашимо, Чикапа, Ловуа, Лубуди, Лумбунджи, Луанге (1150 km), Лубуе, Пункулу, Камиша, Кванго (1100 km). Десни притоци: Мунянго, Касангеши, Луета, Лулуа (900 km), Санкуру (1150 km), Фими-Лукение.

## Хидроложки режим, стопанско значение
Река Касаи има почти целогодишно пълноводие със среден годишен отток в долното течение 8108 m³/s, минимален – 4400 m³/s (през август), максимален – 11 600 m³/s (от септември – октомври до април).
Река Касаи е плавателна за речни съдове на 790 km от устието си и е една от най-важните водни транспортни артерии в басейна на река Конго. Най-големите пристанища са Бандунду, Мангаи и Илебо. Силно развит е местният риболов. В средното течение на реката, в района на град Чикапа се намират едни от най-богатите находища на диаманти в света и във връзка с тяхната преработка тук по течението на Касаи са изградени 3 ВЕЦ-а с обща мощност 9,8 Мвт.